# Suzeraineté (Moyen Âge)
Pour un article plus général, voir Suzeraineté.
Les termes « suzerain » et « souverain » sont issus du latin « superanus » qui désigne la supériorité. Le suzerain est celui qui est placé en haut de la pyramide féodale (qui de bas en haut est composée des vavasseurs, vassaux, seigneurs, suzerain et enfin roi), il est le seigneur des seigneurs. La suzeraineté est une des qualités du suzerain. Il s'agit du droit exercé par ce dernier sur ses vassaux. Ainsi, dans un système féodal, le suzerain est un seigneur qui octroie un fief à son vassal lors de la cérémonie de l'hommage. La suzeraineté désigne aussi, en droit féodo-vassalique, le pouvoir de celui qui est notamment chargé de trancher les conflits et les différends entre vassaux.
On doit soigneusement distinguer suzeraineté et souveraineté. Cette dernière est inhérente à la notion d'État et caractérise celui qui a la charge de la chose publique ; ainsi conçu dans l'Antiquité et même encore à l'époque barbare, le pouvoir royal n'a en fait retrouvé le caractère de souveraineté qu'après l'intermède féodal, avec la renaissance du droit romain amorcée au XIIe siècle et confirmée au XIIIe siècle.

## Suzeraineté et souveraineté
À partir de la seconde moitié du XIIIe siècle les théoriciens du pouvoir s'appliquent à libérer le roi de l'enchevêtrement féodal, en rappelant notamment qu'il ne doit rendre hommage à personne en s'appuyant notamment sur les écrits de l'abbé Suger et en affirmant avec vigueur qu'il ne tient son pouvoir de personne (Livre de Jostice et de Plet).

« Le célèbre comté du Vexin, entre Oise et Epte, est, d'après les chartes, un fief propre de l'abbaye de Saint-Denis. Alors que le roi Louis VI, fils de Philippe Ier, allait en hâte s'opposer à l'invasion de l'empereur romain dans le royaume de France, il reconnut en plein chapitre de Saint-Denis le tenir en fief de lui et être tenu à l'hommage, au titre de porte-étendard, s'il n'avait été roi. Ensuite, avec l'aide de Dieu, nous entreprîmes d'y augmenter notre domaine comme suit : ce même roi Louis nous octroya l'église de Cergy et la franchise de cour. À la dédicace de l'église, son fils Louis VII, pour le salut de son âme, la protection de sa personne et du royaume, nous donna avec une générosité royale les droits de passage dans cette seigneurie et tous ses revenus, sauf l'avoine et le vin. De plus, il offrit aux bienheureux martyrs ce qu'il avait à Corneilles, à Osny et à Trappes, sauf le droit de gîte. Pour notre part, nous avons avec un soin continuel et une constante prévoyance poussé la culture des terres et des vignes, réduit la rapacité des maires et des sergents, repoussé les entreprises odieuses d'avoués malhonnêtes, ce qui nous imposa beaucoup de frais au début de notre abbatiat. »

Tout le travail des juristes de Philippe Auguste et de Louis IX, notamment, est d'imposer l'idée que le roi incarne un pouvoir lui permettant de contrôler tous les échelons de la pyramide féodale. Un cap est désormais franchi par rapport à la période précédente où le droit féodal ne faisait que placer le roi au sommet de la hiérarchie politique (suzeraineté).